# Konklave 1774–1775
Das Konklave von 1774 bis 1775 tagte vom 5. Oktober 1774 bis zum 15. Februar 1775. Es war nötig geworden, da Papst Clemens XIV. am 22. September 1774 gestorben war. Zu seinem Nachfolger wurde Kardinal Giovanni Angelo Braschi gewählt, der den Papstnamen Pius VI. annahm.

## Vorgeschichte und Ablauf der Wahl
Der verstorbene Papst Clemens XIV. hatte, nachdem er von Frankreich, Spanien und Neapel unter Druck gesetzt wurde, 1773 den Jesuitenorden aufgehoben. Die Nachwirkungen dieser Entscheidung beeinflussten auch das Konklave. So äußerte das bourbonische Königshaus seinen Widerstand gegen eine mögliche Wahl von Giovanni Carlo Boschi, da dieser auf der Seite der Jesuiten stand, und unterstützte stattdessen Marcantonio Colonna.
Am 5. Oktober 1774 eröffnete Kardinaldekan Fabrizio Serbelloni das Konklave, das 134 Tage dauerte. Erst am 12. Februar 1775 sprach der französische Kardinal François-Joachim de Pierre de Bernis mit dem relativ unparteiischen Giovanni Angelo Braschi und schlug ihn in den folgenden Tagen den anderen Parteien vor. Am 15. Februar konnte Braschi schließlich gewählt werden. Eine Woche später empfing er als Pius VI. die Bischofsweihe und wurde von Kardinalprotodiakon Alessandro Albani gekrönt.

## Die Kardinäle
Nach dem Tod Clemens’ XIV. gab es 55 Kardinäle, von denen zwei während der Sedisvakanz starben. 46 Kardinäle nahmen am Konklave teil.

### Teilnehmer
- Fabrizio Serbelloni, Kardinaldekan
- Gian Francesco Albani, Kardinalsubdekan
- Henry Benedict Stuart
- Giovanni Francesco Stoppani
- Carlo Rezzonico, Camerlengo
- François-Joachim de Pierre de Bernis
- Carlo Vittorio Amedeo delle Lanze
- Vincenzo Malvezzi Bonfioli, Erzbischof von Bologna
- Antonio Sersale
- Francisco de Solís Folch de Cardona
- Paul d’Albert de Luynes
- Ferdinando Maria de Rossi
- Girolamo Spinola
- Giuseppe Maria Castelli
- Gaetano Fantuzzi
- Marcantonio Colonna, Kardinalvikar
- Andrea Corsini
- Christoph Anton von Migazzi, Erzbischof von Wien
- Simone Buonaccorsi
- Giovanni Ottavio Bufalini
- Giovanni Carlo Boschi
- Ludovico Calini
- Antonio Branciforte Colonna
- Lazzaro Opizio Pallavicini, Kardinalstaatssekretär Clemens’ XIV.
- Vitaliano Borromeo
- Pietro Colonna Pamphili
- Urbano Paracciani Rutili
- Mario Marefoschi Compagnoni
- Scipione Borghese
- Antonio Eugenio Visconti
- Bernardino Giraud
- Innocenzo Conti
- Gennaro Antonio De Simone
- Francesco Carafa della Spina di Traetto
- Francesco Saverio de Zelada
- Giovanni Angelo Braschi (zu Papst Pius VI. gewählt)
- Alesandro Albani, Kardinalprotodiakon
- Domenico Orsini d’Aragona
- Luigi Maria Torregiani
- Giovanni Costanzo Caracciolo
- Andrea Negroni
- Benedetto Veterani
- Giovanni Battista Rezzonico
- Antonio Casali
- Pasquale Acquaviva d’Aragona
- Francesco D’Elci

### Nicht teilnehmende Kardinäle
Folgende Kardinäle nahmen nicht am Konklave teil:
- Giuseppe Pozzobonelli, Erzbischof von Mailand, Kardinalprotopriester
- Franz Konrad von Rodt
- Francisco de Saldanha da Gama, Patriarch von Lissabon
- Buenaventura de Córdoba Espínola de la Cerda
- Jean-François-Joeseph Rochechouart de Faudoas
- Louis César Constantin de Rohan-Guéméné
- João Cosme da Cunha
- Charles-Antoine de la Roche-Aymon
- Leopold Ernst von Firmian

### Während der Sedisvakanz verstorbene Kardinäle
- Giovanni Francesco Stoppani, Kardinalbischof von Palestrina († 18. November 1774)
- Ferdinando Maria de Rossi († 4. Februar 1775)